# 법원 나들목
법원 나들목(Beobwon IC)은 경기도 파주시 법원읍 삼방리에 설치 된 수도권제2순환고속도로의 교차로이다. 

## 연혁
- 2017년 5월 16일: 나들목 신설을 위해 파주시 도시계획시설 교통광장에 법원읍 삼방리 일원을 고시[1]
- 2024년 12월 19일: 수도권제2순환고속도로 법원 ~ 양주 구간 개통과 함께 통행 개시[2]
- 2027년 12월: 법원 나들목 ~ 서김포통진 나들목 구간 개통

## 구조물 정보
진입로와 진출로가 분리된 Y자형 구조의 입체 교차로이다. 고속도로 본선과 연결된 진출입로는 국가지원지방도 제56호선과 보광로가 교차하는 대능 교차로에서 접속한다.
- 위치: 경기도 파주시 법원읍 삼방리

## 접속하는 도로
- 국가지원지방도 제56호선 (파주로)
- 보광로